# Джилардино, Альберто
Альбе́рто Джиларди́но (итал. Alberto Gilardino; род. 5 июля 1982[…], Биелла, Пьемонт) — итальянский футболист, нападающий. Чемпион мира 2006 года в составе сборной Италии. Ныне — тренер «Пизы».

## Клубная карьера
Джилардино начал свою карьеру в «Пьяченце» в сезоне 1999/2000. За этот сезон он провёл 17 матчей в лиге и забил три мяча. Первый мяч в Серии А забил 25 марта 2000 года, в матче 27-го тура против «Венеции» (2:2). Следующий сезон он провёл в «Вероне», которая купила его за пять миллионов евро, забив только пять мячей за два сезона в клубе, отыграв 39 матчей в лиге.

### «Парма»
Его карьера на международной арене началась в 2002 году, после того как его продали в «Парму» за 12 миллионов евро, удовлетворив запрос бывшего тренера «Вероны» Чезаре Пранделли. Джилардино забил пять мячей за первый сезон в «Парме» и 23 — за второй. Это сделало его в сезоне 2003/04 вторым в списке бомбардиров в Серии A. В следующем сезоне он повторил это достижение, вновь забив 23 мяча. Всего он забил 51 мяч за «Парму» в 96 матчах Серии А.

### «Милан»
17 июля 2005 года Джилардино был продан в «Милан» за 24 миллиона евро. Он забил 17 мячей за «Милан» в чемпионате, но не смог проявить себя в Лиге чемпионов, ни забив ни одного мяча в 12 матчах.
В следующем сезоне в Лиге чемпионов он также выступил неважно, забив только два мяча. Впрочем, один из мячей помог «Милану» одержать в ответном полуфинальном матче 2 мая 2007 года победу над «Манчестер Юнайтед» (3:0), что позволило «Милану» выйти в финал на матч-реванш с «Ливерпулем». В этом матче он сыграл только две минуты, заменив Филиппо Индзаги, после того как тот установил финальный счёт матча — 2:1 в пользу «Милана». В сезоне 2006/07 Джилардино стал лучшим бомбардиром «Милана», забив 12 мячей. 7 октября 2007 Джилардино оформил дубль в матче против «Лацио», который закончился со счётом 5:1 (до этого дубль был в матче с «Асколи» 18 апреля 2007 года, матч закончился 5:2 в пользу «Милана»). 24 октября Джилардино забил два мяча в ворота «Шахтёра» в Лиге чемпионов и помог «Милану» выиграть 4:1.

### «Фиорентина»

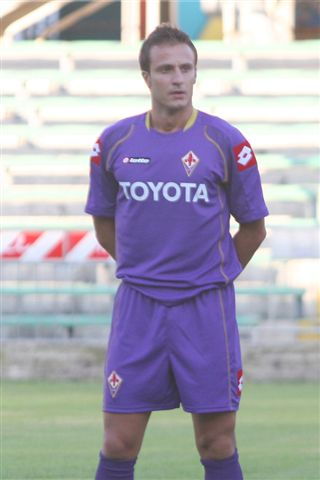
Джилардино в составе «Фиорентины» в 2008 году

25 мая 2008 спортивный директор «Фиорентины» Панталео Корвино подтвердил, что договорённость с «Миланом» по приобретению Джилардино достигнута, и 28 мая Джилардино перешёл в «Фиорентину» за 15 миллионов евро, подписав пятилетний контракт. Главный тренер «Фиорентины» Чезаре Пранделли раньше работал с Джилардино в «Парме». Первый мяч за фиалок Джилардино забил в первом матче третьего квалификационного раунда Лиги чемпионов 2008/09 против «Славии». Тот матч закончился со счётом 2:0, на счету Джилардино второй гол. 31 августа Джилардино дебютировал в Серии A в составе фиалок в матче «Ювентусом», где он забил мяч на 89-й минуте, вырвав ничью 1:1.
В первом матче группового этапа Лиги чемпионов в матче с «Лионом» Джилардино забил два мяча в первом тайме, но «Лион» смог отыграться благодаря мячам Фредерика Пикьонна и Карима Бензема. Джилардино закончил сезон 2008/09 с 19 мячами в Серии A и завоевал любовь фанатов фиалок. 25 апреля 2009 года сделал дубль в матче с «Ромой» (матч закончился со счётом 4:1). В первом круге забил мяч в ворота «Дженоа» с острого угла, будучи накрытым тремя защитниками (2:0). 26 января 2015 года вернулся в «Фиорентину» на правах аренды из китайского клуба «Гуанчжоу Эвергранд».

### Дальнейшая карьера
30 декабря 2011 года Джилардино успешно прошёл медобследование в «Дженоа» и 4 января 2012 года подписал контракт с генуэзцами сроком на 4,5 года. За полгода, проведённых в футболке генуэзского клуба, Альберто сыграл 14 матчей в чемпионате Италии и сумел отметиться четырьмя забитыми мячами.
31 августа 2012 года игрок перешёл в «Болонью» на правах годичной аренды. 1 сентября 2012 года дебютировал за «Болонью» в домашнем матче 2-го тура чемпионата Италии 2012/13 против «Милана» (на 61-й минуте вошёл в игру вместо Роберта Аквафрески).
27 августа 2015 года Джилардино подписал контракт с «Палермо». 7 июля 2016 года нападающий подписал контракт с «Эмполи» сроком до 30 июня 2018 года.
9 января 2017 года Джилардино подписал контракт с «Пескарой» до 30 июня 2017 года с возможностью продления до 2018 года.

## Карьера в сборной
Джилардино играл за сборную Италии в 2004 году на Олимпийских играх в Афинах, выиграв бронзовую медаль. Он также победил вместе со сборной на молодёжном чемпионате Европы в 2004 году.
Джилардино входил в состав сборной Италии на чемпионате мира 2006 года. Он отыграл первые два матча, забив сборной США, и вышел на замену в полуфинальном матче с Германией, в дополнительное время поразив каркас ворот и отдав голевой пас на Алессандро Дель Пьеро, который установил окончательный счёт 2:0.
17 октября 2007 года Джилардино принял капитанскую повязку у Даниэле Де Росси, когда его заменили в товарищеском матче с ЮАР, завершившимся победой Италии 2:0. Пропустил Евро 2008, из-за слабого сезона в «Милане». Он вернулся в сборную 20 августа 2008 года в товарищеском матче с Австрией, завершившимся вничью 2:2. Оба мяча итальянцев на счету Джилардино. В июне 2009 года Марчелло Липпи вызвал Джилардино на Кубок конфедераций 2009 в ЮАР. Джилардино сыграл товарищеский матч с Новой Зеландией, забив два мяча и показав блестящую форму.
14 октября 2009 года Джилардино сделал хет-трик в матче отборочного турнира чемпионата мира 2010 года против Кипра, за 12 минут (78—90) при счёте 0:2 в пользу киприотов, решив исход матча в пользу итальянцев (3:2).
Пропустил Евро 2012 из-за низкой результативности в Серии А. Альберто снова вернулся в сборную после хорошего сезона за «Болонью». Составил ударный дуэт с Марио Балотелли на турнире Кубок конфедераций 2013 в Бразилии. Осенью 2013 года сыграл свои последние матчи за сборную и пропустил чемпионат мира 2014 года.

## Тренерская карьера
В октябре 2018 года назначен ассистентом главного тренера любительского клуба группы B серии D «Редзато» Луки Прины. 27 февраля 2019 года назначен главным тренером «Редзато».
1 июля 2022 года назначен главным тренером юношеского состава «Дженоа» (до 19 лет). 6 декабря 2022 года назначен исполняющим обязанности главного тренера выступающего в серии B «Дженоа».

## Личная жизнь
5 июля 2009 года Джилардино женился на Элис Бреголи на Санта-Маргерита-Лигуре, в провинции Генуя. У пары есть три дочери: Джиневра (род. 02.03.2008), Джемма (род. 19.03.2011) и Джулия (род. 04.09.2012).

## Статистика
| Выступление        | Выступление      | Выступление      | Чемпионат | Чемпионат | Кубки | Кубки | Еврокубки | Еврокубки | Прочие | Прочие | Итого | Итого |
| Клуб               | Лига             | Сезон            | Игры      | Голы      | Игры  | Голы  | Игры      | Голы      | Игры   | Голы   | Игры  | Голы  |
| ------------------ | ---------------- | ---------------- | --------- | --------- | ----- | ----- | --------- | --------- | ------ | ------ | ----- | ----- |
| Пьяченца           | Серия A          | 1999/00          | 17        | 3         | 0     | 0     | 0         | 0         | 0      | 0      | 17    | 3     |
| Пьяченца           | Серия A          | 2000/01          | 0         | 0         | 3     | 2     | 0         | 0         | 0      | 0      | 3     | 2     |
| Пьяченца           | Итого            | Итого            | 17        | 3         | 3     | 2     | 0         | 0         | 0      | 0      | 20    | 5     |
| Эллас Верона       | Серия A          | 2000/01          | 22        | 3         | 0     | 0     | 0         | 0         | 2      | 0      | 24    | 3     |
| Эллас Верона       | Серия A          | 2001/02          | 17        | 2         | 2     | 1     | 0         | 0         | 0      | 0      | 19    | 3     |
| Эллас Верона       | Итого            | Итого            | 39        | 5         | 2     | 1     | 0         | 0         | 2      | 0      | 43    | 6     |
| Парма              | Серия A          | 2002/03          | 24        | 4         | 2     | 1     | 2         | 0         | 0      | 0      | 28    | 5     |
| Парма              | Серия A          | 2003/04          | 34        | 23        | 2     | 0     | 4         | 3         | 0      | 0      | 40    | 26    |
| Парма              | Серия A          | 2004/05          | 38        | 23        | 1     | 0     | 8         | 1         | 1      | 1      | 48    | 25    |
| Парма              | Итого            | Итого            | 96        | 50        | 5     | 1     | 14        | 4         | 1      | 1      | 116   | 56    |
| Милан              | Серия A          | 2005/06          | 34        | 17        | 3     | 2     | 10        | 0         | 0      | 0      | 47    | 19    |
| Милан              | Серия A          | 2006/07          | 30        | 12        | 4     | 2     | 11        | 2         | 0      | 0      | 45    | 16    |
| Милан              | Серия A          | 2007/08          | 30        | 7         | 1     | 0     | 7         | 2         | 2      | 0      | 40    | 9     |
| Милан              | Итого            | Итого            | 94        | 36        | 8     | 4     | 28        | 4         | 2      | 0      | 132   | 44    |
| Фиорентина         | Серия A          | 2008/09          | 35        | 19        | 1     | 0     | 10        | 6         | 0      | 0      | 46    | 25    |
| Фиорентина         | Серия A          | 2009/10          | 36        | 15        | 3     | 0     | 9         | 4         | 0      | 0      | 48    | 19    |
| Фиорентина         | Серия A          | 2010/11          | 35        | 12        | 1     | 0     | 0         | 0         | 0      | 0      | 36    | 12    |
| Фиорентина         | Серия A          | 2011/12          | 12        | 2         | 1     | 1     | 0         | 0         | 0      | 0      | 13    | 3     |
| Фиорентина         | Итого            | Итого            | 118       | 48        | 6     | 1     | 19        | 10        | 0      | 0      | 143   | 59    |
| Дженоа             | Серия A          | 2011/12          | 14        | 4         | 0     | 0     | 0         | 0         | 0      | 0      | 14    | 4     |
| Дженоа             | Серия A          | 2012/13          | 0         | 0         | 1     | 0     | 0         | 0         | 0      | 0      | 1     | 0     |
| Дженоа             | Серия A          | 2013/14          | 36        | 15        | 1     | 1     | 0         | 0         | 0      | 0      | 37    | 16    |
| Дженоа             | Итого            | Итого            | 50        | 19        | 2     | 1     | 0         | 0         | 0      | 0      | 52    | 20    |
| Болонья            | Серия A          | 2012/13          | 36        | 13        | 1     | 0     | 0         | 0         | 0      | 0      | 37    | 13    |
| Болонья            | Итого            | Итого            | 36        | 13        | 1     | 0     | 0         | 0         | 0      | 0      | 37    | 13    |
| Гуанчжоу Эвергранд | Суперлига        | 2014             | 14        | 5         | 1     | 1     | 2         | 0         | 0      | 0      | 17    | 6     |
| Гуанчжоу Эвергранд | Итого            | Итого            | 14        | 5         | 1     | 1     | 2         | 0         | 0      | 0      | 17    | 6     |
| Фиорентина         | Серия A          | 2014/15          | 14        | 4         | 0     | 0     | 0         | 0         | 0      | 0      | 14    | 4     |
| Фиорентина         | Итого            | Итого            | 14        | 4         | 0     | 0     | 0         | 0         | 0      | 0      | 14    | 4     |
| Палермо            | Серия A          | 2015/16          | 33        | 10        | 1     | 1     | 0         | 0         | 0      | 0      | 34    | 11    |
| Палермо            | Итого            | Итого            | 33        | 10        | 1     | 1     | 0         | 0         | 0      | 0      | 34    | 11    |
| Эмполи             | Серия A          | 2016/17          | 14        | 0         | 2     | 1     | 0         | 0         | 0      | 0      | 16    | 1     |
| Эмполи             | Итого            | Итого            | 14        | 0         | 2     | 1     | 0         | 0         | 0      | 0      | 16    | 1     |
| Пескара            | Серия A          | 2016/17          | 3         | 0         | 0     | 0     | 0         | 0         | 0      | 0      | 3     | 0     |
| Пескара            | Итого            | Итого            | 3         | 0         | 0     | 0     | 0         | 0         | 0      | 0      | 3     | 0     |
| Специя             | Серия B          | 2017/18          | 16        | 6         | 0     | 0     | 0         | 0         | 0      | 0      | 16    | 6     |
| Специя             | Итого            | Итого            | 16        | 6         | 0     | 0     | 0         | 0         | 0      | 0      | 16    | 6     |
| Всего за карьеру   | Всего за карьеру | Всего за карьеру | 544       | 199       | 31    | 13    | 63        | 18        | 5      | 1      | 643   | 231   |

## Достижения

### Командные
«Милан»
- Победитель Лиги чемпионов: 2006/07
- Обладатель Суперкубка УЕФА: 2007
- Победитель клубного чемпионата мира: 2007

«Гуанчжоу Эвергранд»
- Чемпион Китая: 2014

Сборная Италии
- Чемпион Европы среди молодёжных команд: 2004
- Чемпион мира: 2006

### Личные
- Футболист года в Италии: 2004/05
- Лучший молодой футболист года в Италии: 2004
- Итальянский футболист года: 2005
- Лучший бомбардир чемпионата Европы среди молодёжных команд: 2004